# Dengeki Bunko: Fighting Climax
Dengeki Bunko: Fighting Climax ist ein Arcade-Fighting-Game, das von Ecole Software und French Bread entwickelt und durch den Videospielverlag SEGA am 18. März 2014 veröffentlicht wurde. Das Spiel wurde zur Feier des 20-jährigen Jubiläums des Dengeki Bunko des Verlegers ASCII Media Works programmiert und enthält Charaktere aus verschiedenen beim Verlag erschienenen Light Novels.
Eine Umsetzung des Spiels für die PlayStation 3 und die PlayStation Vita erfolgte in Japan am 13. November 2014. Eine Version für den westlichen Markt erschien in Nordamerika und Europa im Oktober 2015. Als Titellied wurde Belief der Musikerin Mami Kawada ausgewählt.
Eine Neuauflage erfuhr das Videospiel im Juli des Jahres 2015 als Dengeki Bunko: Fighting Climax Ignition, das zusätzliche Charaktere und ein ausgeglicheneres Gameplay aufweist. Es wurde im Dezember 2015 zudem für die PlayStation 3, PlayStation 4 und die PlayStation Vita veröffentlicht. Für die Neuauflage steuerte Sängerin LiSA das Lied ID bei.

## Gameplay
Dengeki Bunko: Fighting Climax ist ein Fighting-Spiel mit 2D-Grafik, in dem zwei Spieler gegeneinander mit jeweils einem spielbaren und einem Support-Charakter antreten. Das Kampfsystem besitzt drei Attacken-Buttons: schwach, mittel und stark, jeweils zusammen mit einem Beschwörungs-Button, mit dem man den zuvor ausgewählten Support-Charakter herbeirufen kann. Wenn ein Spieler einen Support-Charakter beschwört, muss dieser warten, bis der Beschwörungsbalken komplett aufgeladen ist, ehe man den Support-Charakter erneut herbeirufen kann. Durch das Erhöhen des Climax-Balkens kann der Spieler Spezial-Angriffe ausführen; durch den Einsatz von Blast-Punkten sind zudem Blast-Attacken einsetzbar, mit denen man zum Beispiel gegnerischen Kombi-Attacken ausweichen kann. Die Heimspielversion enthält einen originalen Story-Kampagnen-Modus, eine Dream-Duel-Story, einen Online-Multiplayer und unterstützt crossmediale Funktionen wie das Speichern von Dateien zwischen der PlayStation-Vita- und der PlayStation-3-Version des Spiels. Ausschnitte der im Spiel repräsentierten Light-Novel-Serien sind als freischaltbarer Inhalt im Spiel implementiert.
In der Neuauflage des Spiels existiert ein Slot für einen zweiten Support-Charakter, der jedoch nur für Blast-Angriffe genutzt werden kann. Mit Ignition wurde zudem ein neues System eingeführt, das einem Charakter in jedem Team nach jeder Runde ein Power-up zuspricht. Ab der zweiten Runde ist es möglich Ignition Extra zu verwenden, wenn der Spieler das gleiche Ignition aus der vorangegangenen Runde erneut einsetzt.

## Charaktere
Die ursprüngliche Version des Spiels beherbergt 12 spielbare und 18 nicht spielbare Support-Charaktere aus 22 verschiedenen Light Novels. Die Neuauflage des Spiels enthält 19 spielbare Charaktere und 30 nicht spielbare Support-Charaktere aus dem Dengeki-Bunko-Universum. Die meisten Charaktere werden von den Original-Synchronsprechern der jeweiligen Anime-Fernsehserien gesprochen, mit wenigen Ausnahmen. Denshin, ein nicht spielbarer Charakter, basiert auf einem Charakter des Dreamcast-Spiels Sega Hard Girls und beschwört spielbare Charaktere, die zu Unterstützung im Kampf gegen ein bösartiges Wesen der Organisation Zetsumu – aus dem Spiel Dengeki Gakuen RPG: Cross of Venus – einschreiten. Dieses ist in der Lage, die Gestalt eines gefangenen Charakters anzunehmen. Die Boss-Charaktere Akira Yuki und Pai Chan aus SEGAs Virtua-Fighter-Reihe wurden auf den Konsolen-Versionen und ab der Version 1.2 auf der Arcade-Version des Spiels zu spielbaren Charakteren.
Mitte des Jahres 2014 wurden acht weitere Charaktere, vier davon spielbar und vier Support, im Spiel eingebunden. Selvaria Bles und Alicia Melchiott aus Valkyria Chronicles waren zwei weitere Charaktere aus dem SEGA-Universum, die in das Spiel hinzugefügt wurden, gemeinsam mit weiteren Charakteren aus der Dengeki-Bunko-Familie.
Die im Spiel genutzte Musik basiert teilweise auf anderen SEGA-Spielen wie Sonic the Hedgehog, Nights into Dreams …, Shinobi, Border Break, Valkyria Chronicles, 7th Dragon und Phantasy Star Online 2. Yuuki und Support-Charakter Llenn aus dem Sword-Art-Online-Franchise wurden am 25. Dezember 2015 als DLC zugänglich gemacht. Mit Ako und ihrem Support-Charakter Rusian aus And you thought there is never a girl online? folgten etwas später zwei weitere DLC-Charakter.

### Spielbare Charaktere
| Charakter          | Serie                                                | Synchronsprecher    | Arcade-Version | Original | Ignition |
| ------------------ | ---------------------------------------------------- | ------------------- | -------------- | -------- | -------- |
| Akira Yuki         | Virtua Fighter                                       | Shin-ichiro Miki    | 1.2            | ja       | ja       |
| Ako                | And you thought there is never a girl online?        | Rina Hidaka         | 2.3            | nein     | ja       |
| Asuna              | Sword Art Online                                     | Haruka Tomatsu      | 1.0            | ja       | ja       |
| Emi Yusa           | The Devil Is a Part-Timer!                           | Yōko Hikasa         | 2.0            | nein     | ja       |
| Kirino Kosaka      | Oreimo                                               | Ayana Taketatsu     | 1.0            | ja       | ja       |
| Kirito             | Sword Art Online                                     | Yoshitsugu Matsuoka | 1.0            | ja       | ja       |
| Kuroko Shirai      | A Certain Magical Index/A Certain Scientific Railgun | Satomi Arai         | 2.15           | nein     | ja       |
| Kuroyukihime       | Accel World                                          | Sachika Misawa      | 1.0            | ja       | ja       |
| Mikoto Misaka      | A Certain Magical Index/A Certain Scientific Railgun | Rina Satō           | 1.0            | ja       | ja       |
| Miyuki Shiba       | The Irregular at Magic High School                   | Saori Hayami        | 1.1            | ja       | ja       |
| Qwenthur Barbotage | Heavy Object                                         | Natsuki Hanae       | 2.0            | nein     | ja       |
| Rentarō Satomi     | Black Bullet                                         | Yūki Kaji           | 1.15           | ja       | ja       |
| Selvaria Bles      | Valkyria Chronicles                                  | Sayaka Ohara        | 1.2            | ja       | ja       |
| Shana              | Shakugan no Shana                                    | Rie Kugimiya        | 1.0            | ja       | ja       |
| Shizuo Heiwajima   | Durarara!!                                           | Daisuke Ono         | 1.0            | ja       | ja       |
| Taiga Aisaka       | Toradora!                                            | Rie Kugimiya        | 1.1            | ja       | ja       |
| Tatsuya Shiba      | The Irregular at Magic High School                   | Yūichi Nakamura     | 2.1            | nein     | ja       |
| Tomoka Minato      | Ro-Kyu-Bu!                                           | Kana Hanazawa       | 1.0            | ja       | ja       |
| Yukina Himeragi    | Strike the Blood                                     | Risa Taneda         | 1.15           | ja       | ja       |
| Yuuki              | Sword Art Online                                     | Aoi Yūki            | 2.2            | nein     | ja       |

### Support-Charaktere
| Charakter                  | Serie                                                    | Synchronsprecher                 | Arcade-Version | Original | Ignition |
| -------------------------- | -------------------------------------------------------- | -------------------------------- | -------------- | -------- | -------- |
| Accelerator und Last Order | A Certain Magical Index/A Certain Scientific Accelerator | Nobuhiko Okamoto und Rina Hidaka | 1.2            | ja       | ja       |
| Alicia Melchiott           | Valkyria Chronicles                                      | Marina Inoue                     | 1.2            | ja       | ja       |
| Boogiepop                  | Boogiepop                                                | Kaori Shimizu                    | 1.0            | ja       | ja       |
| Celty Sturluson            | Durarara!!                                               | Miyuki Sawashiro                 | 1.0            | ja       | ja       |
| Dokuro Mitsukai            | Bludgeoning Angel Dokuro-Chan                            | Saeko Chiba                      | 1.2            | ja       | ja       |
| Enju Aihara                | Black Bullet                                             | Rina Hidaka                      | 1.15           | ja       | ja       |
| Erio Tōwa                  | Denpa Onna to Seishun Otoko                              | Asuka Ōgame                      | 1.0            | ja       | ja       |
| Floretia Capistrano        | Heavy Object                                             | Shizuka Itō                      | 2.0            | nein     | ja       |
| Haruyuki Arita             | Accel World                                              | Yuuki Kaji                       | 1.0            | ja       | ja       |
| Hinata Hakamada            | Ro-Kyu-Bu!                                               | Yui Ogura                        | 1.0            | ja       | ja       |
| Holo                       | Spice and Wolf                                           | Ami Koshimizu                    | 1.0            | ja       | ja       |
| Iriya Kana                 | Iriya no Sora, UFO no Natsu                              | Ai Nonaka                        | 2.15           | nein     | ja       |
| Izaya Orihara              | Durarara!!                                               | Hiroshi Kamiya                   | 1.2            | ja       | ja       |
| Kazari Uiharu              | A Certain Magical Index/A Certain Scientific Railgun     | Aki Toyosaki                     | 2.15           | nein     | ja       |
| Kino                       | Kino’s Journey                                           | Aya Hisakawa                     | 1.0            | ja       | ja       |
| Kōko Kaga                  | Golden Time                                              | Yui Horie                        | 1.0            | ja       | ja       |
| Kojou Akatsuki             | Strike the Blood                                         | Yoshimasa Hosoya                 | 1.15           | ja       | ja       |
| Kuroneko                   | Oreimo                                                   | Kana Hanazawa                    | 1.0            | ja       | ja       |
| Leafa                      | Sword Art Online                                         | Ayana Taketatsu                  | 1.0            | ja       | ja       |
| Llenn                      | Sword Art Online Alternative: Gun Gale Online            | Minami Tsuda                     | 2.2            | nein     | ja       |
| Mashiro Shiina             | The Pet Girl of Sakurasou                                | Ai Kayano                        | 1.0            | ja       | ja       |
| Miyuki Shiba               | The Irregular at Magic High School                       | Saori Hayami                     | 2.1            | nein     | ja       |
| Pai Chan                   | Virtua Fighter                                           | Minami Takayama                  | 1.2            | ja       | ja       |
| Rusian                     | And you thought there is never a girl online?            | Toshiyuki Toyonaga               | 2.3            | nein     | ja       |
| Ryūji Takasu               | Toradora!                                                | Junji Majima                     | 1.1            | ja       | ja       |
| Sadao Maō                  | The Devil Is a Part-Timer!                               | Ryōta Ōsaka                      | 1.0            | ja       | ja       |
| Tatsuya Shiba              | The Irregular at Magic High School                       | Yuichi Nakamura                  | 1.1            | ja       | ja       |
| Tōma Kamijō                | A Certain Magical Index                                  | Atsushi Abe                      | 1.0            | ja       | ja       |
| Tomo Asama                 | Horizon in the Middle of Nowhere                         | Ami Koshimizu                    | 2.15           | nein     | ja       |
| Wilhelmina Carmel          | Shakugan no Shana                                        | Shizuka Itō                      | 1.0            | ja       | ja       |
| Zero                       | Grimoire of Zero                                         | Karin Takahashi                  | 2.15           | nein     | ja       |

### Andere Charaktere
| Charakter        | Serie                      | Synchronsprecher | Arcade-Version | Original | Ignition |
| ---------------- | -------------------------- | ---------------- | -------------- | -------- | -------- |
| Heivia Winchell  | Heavy Object               | Kaito Ishikawa   | 2.0            | nein     | ja       |
| Milinda Brantini | Heavy Object               | Eri Suzuki       | 2.0            | nein     | ja       |
| Airi Kashii      | Ro-Kyu-Bu!                 | Rina Hidaka      | 1.0            | ja       | ja       |
| Alas Ramus       | The Devil Is a Part-Timer! | unbekannt        | 2.0            | nein     | ja       |
| Maho Misawa      | Ro-Kyu-Bu!                 | Yuka Iguchi      | 1.0            | ja       | ja       |
| Saki Nagatsuka   | Ro-Kyu-Bu!                 | Yoko Hikasa      | 1.0            | ja       | ja       |

## Rezeption
Das Online-Spielemagazin Hardcore Gamer vergab vier von fünf möglichen Sternen und bezeichnete das Spiel als einen „Liebesbrief an alle Anime- und SEGA-Fans“. Im Kontrast dazu bewertete PlayStation Lifestyle das Videospiel mit lediglich 5,5 von zehn möglichen Punkten, bezeichnete Dengeki Bunko: Fighting Climax zwar als solides Fighting Game, welches allerdings das Gameplay nicht als Hauptaugenmerk benutze und so Newcomer vom Spaß fernhalte.
Bei Destructoid stieß das Spiel ebenfalls auf eine gemischte Kritik. Es werde „als zu simpel für Fighting-Game-Liebhaber, aber gleichzeitig als zu komplex für diejenigen, die das Genre bisher zu einschüchternd empfinden“ beschrieben.
In der ersten Woche verkaufte sich die PlayStation-3-Version des Spiels ungefähr 35.000 Mal in Japan und platzierte sich auf Platz sechs der Videospielcharts, während sich die PlayStation-Vita-Variante des Spiels knapp 26.000 mal innerhalb der ersten Woche verkaufte und auf Platz neun einstieg.